# Синдром слабости
Синдром слабости  један је од  клинички синдрома  који представља стање смањене функционалне резерве и недостатка отпорности на факторе стреса. Повезан је са акумулацијом смањене ефикасности различитих система органа. Карактерише га смањена отпорност на факторе стреса (стрес у физиолошком смислу), смањена адаптивна и физиолошка резерва (органа који раде на граници свог капацитета), ендокрини поремећаји и нарушено функционисање имуног система.

## Епидемиологија
Процењује се да синдром слабости погађа око 6,7% старијих људи у Пољској, укључујући преко 30% људи старости од 75 до 80 година и 50% људи старијих од 80 година. У Сједињеним Америчким Државама СС погађа у просеку 9,5% старије популације, а са годинама овај проценат расте са 3,9% (65–74 године) на 25% (85 година и више). У Европи је просек СС 17% (од 5,8% у Швајцарској до 27% у Шпанији)  .

## Етиологија
Синдром слабости је повезан са хроничним инфламаторним процесом (повишени нивои моноцита и неутрофила) непознатог узрока, који негативно утиче на кардиоваскуларни, ендокрини, мишићно-скелетни и хематопоетски систем, узрокујући смањење мишићне масе, смањену активност, анемију, кардиоваскуларне болести и поремећаје исхране. Карактерише га дисфункција многих органа, што доводи до смањења физиолошких резерви и повећања морбидитета и морталитета код старијих особа  .
Синдром слабости не треба мешати са инвалидитетом или мултиморбидитетом, пошто појединачна стања или мултиморбидитет доводе до оштећења физиолошких система, док је СС субклиничко слабљење физиолошких система. У међувремену, инвалидитет (или смрт) може бити последица горе наведеног када је хомеостаза поремећена. Истовремено, инвалидност се може окарактерисати стабилним функционалним стањем организма  .
Концепт је релативно кратко присутан у литератури, тако да до сада не постоји консензус о дефиницији и критеријумима за дијагностиковање синдрома слабости. Данас се често користи дефиниција Линде П. Фрид 
Због старења друштва у развијеним земљама и све већег значаја главних геријатријских синдрома у медицинској пракси, питање СС је од све већег интересовања за лекаре и научнике који спроводе истраживања у области основних медицинских наука, као и интерне медицине, дијабетологије, кардиологије, ангиологије, пулмологије и сродних наука.
Тим истраживача са Медицинског универзитета Шлезије у Катовицама и Специјалистичке болнице бр. 2 у Битому описао је везу између синдрома слабости и болести периферних артерија у доњим удовима код пацијената са дијабетесом. С једне стране, хронична исхемија доњих екстремитета може предиспонирати настанку СС, а  са друге стране, присуство СС може утицати на прогнозу код пацијената са обољењем периферних артерија. 
Синдром слабости и саркопенија се преклапају; већина старијих људи са синдромом слабости показује саркопенију, а неки старији људи са саркопенијом су такође са знацима синдром слабости. Општи концепт слабости, међутим, превазилази физичке факторе и обухвата и психолошке и социјалне димензије, укључујући когнитивни статус, социјалну подршку и друге факторе животне средине.

## Дијагноза
Главна детерминанта за дијагностиковање синдрома слабости је смањена отпорност на факторе стреса, што доводи до исцрпљивања функционалних резерви, што доводи до слабости  .
Синдром слабости се дијагностикује када су присутна најмање 3 од 5 фактора  :
- субјективни осећај слабости, слабост или умор,
- осећај умора,
- губитак тежине (најмање 5 кг годишње),
- успоравање хода,
- мало физичке активности.